# Miturile creării Egiptului Antic
Miturile creării Egiptului Antic sunt legendele Egiptului Antic despre crearea lumii. Textele din piramide, decorațiunile și scrierile de pe pereții mormintelor, datând de pe vremea Vechiului Regat (2780 – 2250 î.Hr.) au dat majoritatea informațiilor despre primele mituri ale creației Egiptului. Aceste mituri formează, de asemenea, primele colecții religioase din lume.

## Cosmogonii
Diferite povestiri despre creație au fost asociate fiecare cu un cult al unul zeu particular în unul din marile orașe ale Egiptului: Hermopolis, Heliopolis, Memphis și Teba. Într-o anumită măsură aceste mituri reprezintă teologii concurente, dar de asemenea reprezintă și diferite aspecte ale procesului creației.

### Hermopolis
Mitul creației promulgat în orașul Hermopolis era concentrat spre natura universului dinainte de crearea lumii. Calitățile inerente ale apelor primordiale erau reprezentate de un set de opt zei numiți Ogdoad (cuvânt din limba ‘Galiciană’ care înseamna set de opt). Zeul Nu și omologul său de sex feminin Naunet reprezintă însăși apa inertă primordială. Huh și omologul său Haunet reprezintă extensia infinită a apei; Kuk si Kauket personifică întunericul dinăuntrul apei; și Amun și Amaunet reprezintă natura ei ascunsa, în contrast cu lumea tangibilă a celor vii. Apele primordiale erau ele înseși o parte din proces, așa că zeitățile care le reprezentau puteau fi văzute ca zeii creatori. După cum spune mitul, cei opt zei erau la început împărțiți în grupe masculine și feminine. Ei erau descriși simbolic ca fiind creaturi acvatice pentru că locuiau în apă: masculii erau reprezentați ca broaște, iar femelele ca șerpi. Aceste două grupuri s-au unit, rezultând într-o mare răsturnare care a produs muntele. Din el a apărut soarele, care s-a ridicat în cer pentru a lumina lumea.

### Heliopolis
În Heliopolis, creația i-a fost atribuită lui Atum, un zeu asociat cu Re, despre care se zice că a existat în apele lui Nu ca o posibilă ființă inertă. Atum este un zeu auto-generat, sursa tuturor elementelor și forțelor din lume, iar mitul Heliopolian a descris procesul ca o evoluție dintr-o singură ființă în multitudinea sa de elemente. Procesul a început când Atum a apărut pe munte și l-a ridicat pe zeul aerului, Shu, și pe e sora sa, Tefnut, a cărei existență a reprezentat apariția unui spațiu gol în mijlocul apelor. Pentru a explica cum Atum a făcut asta, mitul utilizează metafora masturbării, mâna pe care a folosit-o în acest act reprezentând principiul femeii inerent în el. Se zice și că a trebuit să strănute și să sufle ca să îi producă pe Shu și Tefnut, o metaforă din care au apărut și jocurile de cuvinte din numele lor. Apoi, Shu și Tefnut s-au cuplat și au produs zeul pământului, Geb, și zeița cerului, Nut, care a definit limitele lumii. Geb și Nut au dat și ei naștere la patru copii, care au reprezentat forțele vieții: Osiris, zeul fertilității și regenerării, Isis, zeița maternității, Set, zeul sexului masculin și Nephthys, omologul feminina al lui Set. Astfel mitul a reprezentat procesul prin care viața a fost făcută posibilă. Acești nouă zei erau grupați împreuna ca Ennead, dar cei opt zei mai mici și toate lucrurile din lume au fost văzute în final ca extensii ale lui Atum.

### Memphis
Versiunea memphită a creației este centrata pe Ptah, zeul meșterilor. Ca atare, el reprezenta abilitatea meșterilor de a viziona un produs finalizat și de a modela materiale pentru a crea acel produs. Teologia memphită spunea că Ptah a creat lumea într-un mod similar. Aceasta, spre deosebire de alte creații egiptene, nu era un proces fizic, ci intelectual prin cuvântul și mintea zeului suprem. Ideile dezvoltate în inima lui Ptah (văzut de egipteni ca loc al gândirii umane) existau de când el le-a numit. Prin pronunțarea acestor nume, Ptah producea zeii și toate celelalte lucruri din această lume. Mitul creației memphite a coexistat cu cel al Heliopolisului, gândurile și discursurile creative ale lui Ptah fiind considerate ca fiind cauza formării lui Atum și a lui Ennead. Ptah este de asemenea asociat cu Tatjenen, zeul care a personificat movilele piramidale.

### Teba
Teologia tebană susținea că Amun nu era doar un membru al Ogdoad, ci și forța din spatele tuturor lucrurilor. Este o contopire a tuturor noțiunilor creației în personalitatea lui Amun, o sinteză care subliniază cum Amun transcende din toate zeitățile în ființa sa „dincolo de cer și mai adâncă decât infernul”. Un mit teban a asemănat actul de creație al lui Amun cu strigătul unei gâște, care a rupt tăcerea apelor primordiale și au cauzat forma lui Ogdoad și Ennead. Amun era separat de lume, natura lui adevărată fiind ascunsă chiar și de ceilalți zei. În același timp totuși, pentru că era sursa suprema a creației, toți zeii, incluzând și ceilalți creatori, erau de fapt înfățișări ale lui Amun. Amun a devenit într-un final zeul suprem al panteonului egiptean datorita credinței sale.